# Elecciones estatales de Amazonas de 2022
Las elecciones estatales de Amazonas de 2022 se realizaron el 2 de octubre, y ya que ninguno de los candidatos a gobernador obtuvo más de la mitad de los votos válidos, la segunda vuelta será el 30 de octubre. Los electores con derecho a voto eligieron un senador, 8 diputados federales y 24 estatales, el 30 de octubre elegirán al gobernador y al vicegobernador. El actual gobernador es Wilson Lima, de Unión Brasil (UNIÃO), gobernador electo en 2018. Según la Constitución, el gobernador será elegido por un período de cuatro años a partir del 1 de enero de 2023, y con la aprobación de la Enmienda Constitucional n.º 111, terminará el 6 de enero de 2027.
Para la elección al Senado Federal, el actual senador Omar Aziz (PSD) fue reelegido con el 41,42% de los votos, el candidato Coronel Menezes ( PL ) quedó en segundo lugar, con el 38,98% de los votos válidos.

## Candidatos a la Gobernación de Amazonas
| Fórmula                                                                               | Fórmula                                                                               | Fórmula                                                                               | N.º                                                                                   | Coalición / Federación                                                                | Tiempo en franja |
| Gobernador                                                                            | Gobernador                                                                            | Vicegobernador                                                                        | N.º                                                                                   | Coalición / Federación                                                                | Tiempo en franja |
| ------------------------------------------------------------------------------------- | ------------------------------------------------------------------------------------- | ------------------------------------------------------------------------------------- | ------------------------------------------------------------------------------------- | ------------------------------------------------------------------------------------- | ---------------- |
|                                                                                       | Eduardo Braga MDB                                                                     | Ana Moura PT                                                                          | 15                                                                                    | En defensa de la vida MDB, FE Brasil (PT, PV y PCdoB), PSD                            | 2:43             |
|                                                                                       | Wilson Lima UNIÃO                                                                     | Tadeo de Souza Avante                                                                 | 44                                                                                    | Aquí hay trabajo UNIÃO, PL, Patriota, PTB, REP, Avante, PSC, PRTB, PP, PMN            | 3:51             |
|                                                                                       | Dr. Israel Tuyuka PSOL                                                                | Thomaz Barbosa PSOL                                                                   | 50                                                                                    | Federación PSOL, REDE                                                                 | 0:20             |
|                                                                                       | Enrique Oliveira PODE                                                                 | Edward Malta PROS                                                                     | 19                                                                                    | Amazonas puede más PODE, PROS                                                         | 0:36             |
|                                                                                       | Amazonino Mendes Cidadania                                                            | Beto Micheles PSDB                                                                    | 23                                                                                    | Federación PSDB, Cidadania                                                            | 0:49             |
|                                                                                       | Carol Braz PDT                                                                        | Engenheiro Machadão PDT                                                               | 12                                                                                    | PDT                                                                                   | 0:39             |
|                                                                                       | Ricardo Nicolau SD                                                                    | Cristiane Balieiro PSB                                                                | 77                                                                                    | Nosotros, el Pueblo Solidariedade, PSB                                                | 0:58             |
|                                                                                       | Nair Blair Agir                                                                       | Rita Nobre Agir                                                                       | 36                                                                                    | Agir                                                                                  |                  |
| Presentación según el orden de la propaganda electoral y la representación partidaria | Presentación según el orden de la propaganda electoral y la representación partidaria | Presentación según el orden de la propaganda electoral y la representación partidaria | Presentación según el orden de la propaganda electoral y la representación partidaria | Presentación según el orden de la propaganda electoral y la representación partidaria | Sobras: 0:04     |

     Candidatos que pasaron a la segunda vuelta

### Segunda vuelta
Candidato electo
| Fórmula                                                                               | Fórmula                                                                               | Fórmula                                                                               | N.º                                                                                   | Coalición / Federación                                                                | Tiempo en franja |
| Gobernador                                                                            | Gobernador                                                                            | Vicegobernador                                                                        | N.º                                                                                   | Coalición / Federación                                                                | Tiempo en franja |
| ------------------------------------------------------------------------------------- | ------------------------------------------------------------------------------------- | ------------------------------------------------------------------------------------- | ------------------------------------------------------------------------------------- | ------------------------------------------------------------------------------------- | ---------------- |
|                                                                                       | Eduardo Braga MDB                                                                     | Ana Moura PT                                                                          | 15                                                                                    | En defensa de la vida MDB, FE Brasil (PT, PV y PCdoB), PSD                            | 5:00             |
|                                                                                       | Wilson Lima UNIÃO                                                                     | Tadeo de Souza Avante                                                                 | 44                                                                                    | Aquí hay Trabajo UNIÃO, PL, Patriota, PTB, REP, Avante, PSC, PRTB, PP, PMN            | 5:00             |
| Presentación según el orden de la propaganda electoral y la representación partidaria | Presentación según el orden de la propaganda electoral y la representación partidaria | Presentación según el orden de la propaganda electoral y la representación partidaria | Presentación según el orden de la propaganda electoral y la representación partidaria | Presentación según el orden de la propaganda electoral y la representación partidaria | Sobras: 0:00     |

## Candidatos al Senado Federal
Candidato electo
| Candidato a senador                                                                   | Candidato a senador                                                                   | Candidato a senador                                                                   | Candidatos suplentes                                                                  | N.º                                                                                   | Coalición / Federación                                                                | Tiempo en la franja |
| ------------------------------------------------------------------------------------- | ------------------------------------------------------------------------------------- | ------------------------------------------------------------------------------------- | ------------------------------------------------------------------------------------- | ------------------------------------------------------------------------------------- | ------------------------------------------------------------------------------------- | ------------------- |
|                                                                                       |                                                                                       | Coronel MenezesPL                                                                     | 1°: Fred Melo (PL) 2°: Natalino Masiero (PL)                                          | 222                                                                                   | Aquí hay Trabajo UNIÃO, PL, Patriota, PTB, REP, Avante, PSC, PRTB, PP, PMN            | 2:02                |
|                                                                                       |                                                                                       | Luiz Castro PDT                                                                       | 1º: Professora Fran (PDT) 2°: Magdalena Silva (PDT)                                   | 123                                                                                   | PDT                                                                                   | 0:21                |
|                                                                                       |                                                                                       | Marília Freire PSOL                                                                   | 1º: Wal Máximo (PSOL) 2º: Ana María Guimarães (PSOL)                                  | 500                                                                                   | Federación PSDB, Cidadania                                                            | 0:11                |
|                                                                                       |                                                                                       | Omar Aziz PSD                                                                         | 1°: Cheila Moreira (PT) 2º: João Pedro (PT)                                           | 555                                                                                   | En defensa de la vida MDB, FE Brasil (PT, PV y PCdoB), PSD                            | 1:26                |
|                                                                                       |                                                                                       | Arturo Neto PSDB                                                                      | 1º: María do Carmo (PSDB) 2º: Dra. Paulo Cezar (PSDB)                                 | 451                                                                                   | Federación PSDB, Cidadania                                                            | 0:26                |
|                                                                                       |                                                                                       | Bessa SD                                                                              | 1°: Adalberto Maia (SD) 2º: Katte Millet (SD)                                         | 777                                                                                   | Nosotros, el Pueblo Solidariedade, PSB                                                | 0:31                |
|                                                                                       |                                                                                       | Chico Preto Avante                                                                    | 1º: Coronel Nerón (Avante) 2º: Teniente Rosemere (Avante)                             | 700                                                                                   | Avante                                                                                |                     |
|                                                                                       |                                                                                       | Pastor Pedro Miranda Agir                                                             | 1º: Cândido Honorio (Agir) 2º: Coronel Itamar (Agir)                                  | 361                                                                                   | Agir                                                                                  |                     |
| Presentación según el orden de la propaganda electoral y la representación partidaria | Presentación según el orden de la propaganda electoral y la representación partidaria | Presentación según el orden de la propaganda electoral y la representación partidaria | Presentación según el orden de la propaganda electoral y la representación partidaria | Presentación según el orden de la propaganda electoral y la representación partidaria | Presentación según el orden de la propaganda electoral y la representación partidaria | Sobras: 0:04        |

## Encuestas

### Gobernador

#### Primera vuelta
| Período     | Instituto                                   | Muestra | Wilson (UNIÃO) | Amazonino (Cidadania) | Braga (MDB) | Nicolau (SD) | Carol (PDT) | Henrique (PODE) | Blair (Agir) | Tuyuka (PSOL) | B/N  | NS/NR | Ventaja |
| ----------- | ------------------------------------------- | ------- | -------------- | --------------------- | ----------- | ------------ | ----------- | --------------- | ------------ | ------------- | ---- | ----- | ------- |
| Período     | Instituto                                   | Muestra |                |                       |             |              |             |                 |              |               | B/N  | NS/NR | Ventaja |
| 21-23/08    | IPEC AM-06012/2022                          | 800     | 30%            | 30%                   | 16%         | 5%           | 2%          | 2%              | 1%           | 0%            | 9%   | 6%    | Empate  |
| 26-27/08    | Perspectiva Mercado e Opinião AM-07370/2022 | 1 500   | 28,3%          | 26,8%                 | 21,5%       | 6,3%         | 2,3%        | 2,3%            | 0,1%         | 0,3%          | 5,5% | 6,7%  | 1,5%    |
| 27/08-02/09 | Pontual Pesquisas AM-06508/2022             | 2 318   | 32,7%          | 26,5%                 | 14,9%       | 3,5%         | 2,3%        | 1,5%            | 0,9%         | 0,7%          | 9,5% | 7,5%  | 6,2%    |
| 06-08/09    | Perspectiva Mercado e Opinião AM-02687/2022 | 1 500   | 29,8%          | 24,8%                 | 20,9%       | 7,2%         | 3,1%        | 2,2%            | 0,3%         | 0,5%          | 5,8% | 5,6%  | 5%      |
| 03-09/09    | Eficaz AM-09541/2022                        | 2 007   | 29,9%          | 26,5%                 | 15,8%       | 4,6%         | 2,6%        | 1,5%            | 0,4%         | 0,6%          | 9,9% | 8,1%  | 3,4%    |
| 10-12/09    | RealTime Big Data AM-04749/2022             | 1 000   | 34%            | 29%                   | 16%         | 5%           | 2%          | 2%              | 0%           | 0%            | 5%   | 7%    | 5%      |
| 07-11/09    | Quaest AM-08471/2022                        | 1 200   | 35%            | 27%                   | 21%         | 5%           | 2%          | 1%              | 0%           | 1%            | 5%   | 3%    | 8%      |
| 14-16/09    | IPEC AM-01902/2022                          | 800     | 34%            | 26%                   | 17%         | 6%           | 3%          | 2%              | 0%           | 1%            | 7%   | 4%    | 8%      |
| 18-20/09    | Perspectiva Mercado e Opinião AM-08091/2022 | 1 500   | 33,4%          | 23,1%                 | 22,4%       | 5,1%         | 2,5%        | 1,2%            | 0,2%         | 0,7%          | 4,7% | 6,9%  | 10,3%   |
| 19-25/09    | Pontual Pesquisas AM-04218/2022             | 1 996   | 35%            | 24,8%                 | 17%         | 5,4%         | 3,3%        | 1,2%            |              | 0,4%          | 6,3% | 6,6%  | 10,2%   |
| 26-27/09    | RealTime Big Data AM-05256/2022             | 1 000   | 36%            | 25%                   | 17%         | 7%           | 3%          | 3%              | 0%           | 0%            | 5%   | 4%    | 11%     |
| 26-29/09    | IPEC AM-08897/2022                          | 800     | 38%            | 28%                   | 19%         | 8%           | 5%          | 1%              | 0%           | 1%            | 8%   | 4%    | 10%     |
| 22-27/09    | Pontual Pesquisas AM-06140/2022             | 1 996   | 36,1%          | 22,5%                 | 19,2%       | 7,8%         | 3,2%        | 1%              |              | 0,7%          | 4,1% | 5,4%  | 13,6%   |
| 28-30/09    | Perspectiva Mercado e Opinião AM-08083/2022 | 1 500   | 29,8%          | 17,3%                 | 18%         | 7,3%         | 1,9%        | 1%              | 0,1%         | 0,2%          | 4,4% | 20,1% | 12,5%   |

#### Segunda ronda
| Período  | Instituto                                   | Muestra | Wilson (UNIÃO) | Braga (MDB) | B/N  | NS/NR | Ventaja |
| -------- | ------------------------------------------- | ------- | -------------- | ----------- | ---- | ----- | ------- |
| Período  | Instituto                                   | Muestra |                |             | B/N  | NS/NR | Ventaja |
| 03-07/10 | Perspectiva Mercado e Opinião AM-07993/2022 | 2 300   | 50,5%          | 40,5%       | 4,6% | 4,4%  | 10%     |
| 07-08/10 | RealTime Big Data AM-05951/2022             | 1 000   | 48%            | 40%         | 9%   | 3%    | 8%      |
| 14-15/10 | RealTime Big Data AM-08416/2022             | 1 000   | 53%            | 39%         | 6%   | 2%    | 14%     |
| 17-19/10 | IPEC AM-03931/2022                          | 800     | 53%            | 41%         | 4%   | 2%    | 12%     |
| 15-20/10 | Eficaz AM-09528/2022                        | 2 027   | 51,7%          | 36,5%       | 9,8% | 2%    | 15,2%   |
| 17-20/10 | Perspectiva Mercado e Opinião AM-04669/2022 | 2 300   | 51,9%          | 40,2%       | 4,3% | 3,6%  | 11,7%   |
| 16-20/10 | Ideia AM-06125/2022                         | 2 000   | 47%            | 40%         | 6%   | 7%    | 7%      |

### Senador Federal

Candidato más votado por municipio (62):
Omar Aziz (59 municipios)
Luiz Castro (2 municipios)
Alfredo de Menezes (Manaus)

| Período     | Instituto                                   | Muestra | Aziz (PSD) | Arthur (PSDB)      | Menezes (PL) | Castro (PDT) | Peter (Agir) | Marília (PSOL) | Bessa (SD) | B/N   | NS/NR | Ventaja |    |    |    |     |    |    |
| ----------- | ------------------------------------------- | ------- | ---------- | ------------------ | ------------ | ------------ | ------------ | -------------- | ---------- | ----- | ----- | ------- | -- | -- | -- | --- | -- | -- |
| Período     | Instituto                                   | Muestra | 21-23/08   | IPEC AM-06012/2022 | 800          | 29%          | 25%          | 12%            | 8%         | B/N   | NS/NR | Ventaja | 4% | 2% | 1% | 11% | 9% | 4% |
| 26-27/08    | Perspectiva Mercado e Opinião AM-07370/2022 | 1 500   | 28,3%      | 23.7%              | 12,6%        | 9,5%         | 0,7%         | 1,3%           | 0,3%       | 12,5% | 11,2% | 4.6%    |    |    |    |     |    |    |
| 27/08-02/09 | Pontual Pesquisas AM-06508/2022             | 2 318   | 28,4%      | 25,4%              | 12,1%        | 4,5%         | 1%           | 3,3%           | 0,6%       | 13%   | 11,7% | 3%      |    |    |    |     |    |    |
| 06-08/09    | Perspectiva Mercado e Opinião AM-02687/2022 | 1 500   | 28,4%      | 23%                | 17,2%        | 10,5%        | 0,7%         | 1,4%           | 0,4%       | 9,1%  | 9,4%  | 5.4%    |    |    |    |     |    |    |
| 03-09/09    | Eficaz AM-09541/2022                        | 2 007   | 27,5%      | 23,1%              | 18,8%        | 6,5%         | 1,3%         | 1,9%           | 0,7%       | 14,3% | 5,9%  | 4.4%    |    |    |    |     |    |    |
| 10-12/09    | RealTime Big Data AM-04749/2022             | 1 000   | 29%        | 22%                | 20%          | 5%           | 1%           | 2%             | 0%         | 9%    | 12%   | 7%      |    |    |    |     |    |    |
| 07-11/09    | Quaest AM-08471/2022                        | 1 200   | 34%        | 21%                | 18%          | 5%           | 2%           | 3%             | 2%         | 10%   | 5%    | 13%     |    |    |    |     |    |    |
| 14-16/09    | IPEC AM-01902/2022                          | 800     | 30%        | 23%                | 22%          | 5%           | 2%           | 2%             | 2%         | 8%    | 6%    | 7%      |    |    |    |     |    |    |
| 18-20/09    | Perspectiva Mercado e Opinião AM-08091/2022 | 1 500   | 31,6%      | 20,3%              | 19,1%        | 8,9%         | 0,6%         | 3,9%           | 0,8%       | 6%    | 8,7%  | 11,3%   |    |    |    |     |    |    |
| 19-25/09    | Pontual Pesquisas AM-04218/2022             | 1 996   | 32,1%      | 22,8%              | 19%          | 5,1%         | 0,8%         | 1,8%           | 0,7%       | 8,1%  | 9,6%  | 9,3%    |    |    |    |     |    |    |
| 26-27/09    | RealTime Big Data AM-05256/2022             | 1 000   | 31%        | 22%                | 23%          | 6%           | 1%           | 1%             | 0%         | 9%    | 7%    | 8%      |    |    |    |     |    |    |
| 27-29/09    | IPEC AM-08897/2022                          | 800     | 30%        | 21%                | 26%          | 7%           | 1%           | 2%             | 2%         | 5%    | 6%    | 4%      |    |    |    |     |    |    |
| 22-27/09    | Pontual Pesquisas AM-06140/2022             | 1 996   | 33,2%      | 18,8%              | 22,9%        | 5,2%         | 0,4%         | 1,4%           | 0,5%       | 7,3%  | 10,3% | 10,3%   |    |    |    |     |    |    |
| 28-30/09    | Perspectiva Mercado e Opinião AM-08083/2022 | 1 500   | 28%        | 14,9%              | 19,9%        | 6%           | 0,4%         | 1,4%           | 0,3%       | 8,3%  | 20,8% | 8,1%    |    |    |    |     |    |    |

## Debates

### Gobernador

#### Primera vuelta
| Fecha                    | Organizadores                                                      | P Presente A Ausente NI No invitado | P Presente A Ausente NI No invitado | P Presente A Ausente NI No invitado | P Presente A Ausente NI No invitado | P Presente A Ausente NI No invitado | P Presente A Ausente NI No invitado | P Presente A Ausente NI No invitado | P Presente A Ausente NI No invitado |
| Fecha                    | Organizadores                                                      | Amazonino (Ciudadanía)              | Carol (PDT)                         | Braga (MDB)                         | Henrique (PODE)                     | Tuyuka (PSOL)                       | Nicolau (SD)                        | Wilson (UNIÃO)                      | Blair (AGIR)                        |
| ------------------------ | ------------------------------------------------------------------ | ----------------------------------- | ----------------------------------- | ----------------------------------- | ----------------------------------- | ----------------------------------- | ----------------------------------- | ----------------------------------- | ----------------------------------- |
| 7 de agosto de 2022      | TV Bandeirantes Amazonas BandNews FM Difusora                      | P                                   | P                                   | P                                   | P                                   | P                                   | P                                   | A                                   | NI                                  |
| 1 de septiembre de 2022  | RecordNews Manaus                                                  | Cancelado por la emisora            | Cancelado por la emisora            | Cancelado por la emisora            | Cancelado por la emisora            | Cancelado por la emisora            | Cancelado por la emisora            | Cancelado por la emisora            | Cancelado por la emisora            |
| 20 de septiembre de 2022 | CM7 Brasil                                                         | A                                   | P                                   | A                                   | P                                   | P                                   | P                                   | A                                   | NI                                  |
| 27 de septiembre de 2022 | Rede Amazônica Manaus                                              | A                                   | P                                   | P                                   | P                                   | P                                   | P                                   | P                                   | NI                                  |
| 29 de septiembre de 2022 | TV Norte Amazonas Portal Norte de Notícias Mais Brasil News Manaus | A                                   | P                                   | P                                   | P                                   | P                                   | P                                   | A                                   | NI                                  |

#### Segunda ronda
| Fecha                 | Organizadores                                   | P Presente A Ausente | P Presente A Ausente |
| Fecha                 | Organizadores                                   | Braga (MDB)          | Wilson (UNIDAD)      |
| --------------------- | ----------------------------------------------- | -------------------- | -------------------- |
| 10 de octubre de 2022 | TV Bandeirantes Amazonas y BandNews FM Difusora | P                    | A                    |

### Senador Federal
| Fecha                    | Organizadores                                                      | P Presente A Ausente NI No invitado | P Presente A Ausente NI No invitado | P Presente A Ausente NI No invitado | P Presente A Ausente NI No invitado | P Presente A Ausente NI No invitado | P Presente A Ausente NI No invitado | P Presente A Ausente NI No invitado | P Presente A Ausente NI No invitado |
| Fecha                    | Organizadores                                                      | Arturo (PSDB)                       | Besa (SD)                           | Menezes (PL)                        | Castro (PDT)                        | Marilia (PSOL)                      | Aziz (PSD)                          | Chico (AVANTE)                      | Peter (Acto)                        |
| ------------------------ | ------------------------------------------------------------------ | ----------------------------------- | ----------------------------------- | ----------------------------------- | ----------------------------------- | ----------------------------------- | ----------------------------------- | ----------------------------------- | ----------------------------------- |
| 29 de agosto de 2022     | BandNews FM Difusora                                               | P                                   | P                                   | P                                   | P                                   | P                                   | P                                   | P                                   | NI                                  |
| 1 de septiembre de 2022  | TV Norte Amazonas Portal Norte de Notícias Mais Brasil News Manaus | P                                   | P                                   | P                                   | P                                   | P                                   | A                                   | P                                   | P                                   |
| 15 de septiembre de 2022 | A Crítica                                                          | P                                   | P                                   | P                                   | P                                   | P                                   | P                                   | NI                                  | P                                   |

## Resultados

### Gobernador
| Fórmula                   | Fórmula                      | Fórmula                    | Primera vuelta | Primera vuelta | Segunda vuelta | Segunda vuelta |
| Gobernador                | Gobernador                   | Vicegobernador             | Votos          | %              | Votos          | %              |
| ------------------------- | ---------------------------- | -------------------------- | -------------- | -------------- | -------------- | -------------- |
|                           | Wilson Lima (UNIÃO)          | Tadeu de Souza (AVANTE)    | 819,784        | 42,82          | 1.039.192      | 56,65          |
|                           | Eduardo Braga (MDB)          | Anne Moura (PT)            | 401,817        | 20,19          | 795.098        | 43,35          |
|                           | Amazonino Mendes (Cidadania) | Beto Micheles (PSDB)       | 355,377        | 18,56          |                |                |
|                           | Ricardo Nicolau (SD)         | Cristiane Baleiro (PSB)    | 217,588        | 11,37          |                |                |
|                           | Carol Braz (PDT)             | Claudio José Machado (PDT) | 87,114         | 4,55           |                |                |
|                           | Israel Tuyuka (PSOL)         | Thomaz Barbosa (PSOL)      | 21,229         | 1,11           |                |                |
|                           | Henrique Oliveira (PODE)     | Edward Malta (PROS)        | 9,596          | 0,50           |                |                |
|                           | Nair Blair (Agir)            | Rita Nobre (Agir)          | 1,895          | 0,10           |                |                |
|                           |                              |                            |                |                |                |                |
| Votos válidos             | Votos válidos                | Votos válidos              | 1,912,505      | 90,60          | 1.834.290      | 88,82          |
| Votos en blanco           | Votos en blanco              | Votos en blanco            | 58,257         | 2,76           | 72.907         | 3,53           |
| Votos nulos               | Votos nulos                  | Votos nulos                | 138,218        | 6,55           | 157.882        | 7,65           |
| Total                     | Total                        | Total                      | 2,110,875      | 100.00         | 2.065.079      | 100.00         |
| Registrados/Participación | Registrados/Participación    | Registrados/Participación  | 2,643,487      | 79,85          | 2.643.781      | 78,11          |

### Senador Federal[3]
| Candidato(a)              | Candidato(a)                    | Total     | %      |
| ------------------------- | ------------------------------- | --------- | ------ |
|                           | Omar Aziz (PSD)                 | 784.007   | 41,42  |
|                           | Alfredo de Menezes (PL)         | 737.875   | 38,98  |
|                           | Arthur Neto (PSDB)              | 179.886   | 9,50   |
|                           | Luiz Castro (PDT)               | 131.116   | 6,93   |
|                           | Marília Freire (PSOL)           | 28.557    | 1,51   |
|                           | Elissandro Bessa (SD)           | 17.339    | 0,92   |
|                           | Marco Antonio da Costa (Avante) | 10.200    | 0,54   |
|                           | Peter Miranda (AGIR-36)         | 3.790     | 0,20   |
|                           |                                 |           |        |
| Votos válidos             | Votos válidos                   | 1.882.570 | 89,18  |
| Votos en blanco           | Votos en blanco                 | 90.811    | 4,30   |
| Votos nulos               | Votos nulos                     | 127.294   | 6,03   |
| Total                     | Total                           | 2.110.875 | 100,00 |
| Registrados/Participación | Registrados/Participación       | 2.643.487 | 79,85  |

### Diputados federales electos
Amazonas ocupó 8 de los 513 escaños de la Cámara de Diputados de Brasil. Con la reforma política que se llevó a cabo en 2017, no hubo coaliciones proporcionales, es decir, los candidatos solo representaban sus siglas y elegían sus bancadas individualmente.
| Diputados reelectos |                      |                                          |         |                  |            |
| Candidato           | Candidato            | Partido/Federación                       | Votos   | Ciudad de origen | Estado     |
|                     | Amón Mandel          | Ciudadanía (Federación Ciudadanía, PSDB) | 288,555 | Recife           | Pernambuco |
|                     | Capitán Alberto Neto | PL                                       | 147,846 | Fortaleza        | Ceará      |
|                     | Saullo Vianna        | UNIÃO                                    | 127,287 | Manaos           | Amazonas   |
|                     | Cámara de Silas      | Republicanos                             | 125,068 | Río Blanco       | Acre       |
|                     | Atila Lins           | PSD                                      | 102,401 | Manaos           | Amazonas   |
|                     | Sidney Leite         | PSD                                      | 102,181 | Manaos           | Amazonas   |
|                     | Adail Filho          | Republicanos                             | 90,028  | Manaos           | Amazonas   |
|                     | Fausto Santos Jr.    | UNIÃO                                    | 87,876  | Manaos           | Amazonas   |

#### Resultados por partido
| N.º                       | Partido                                          | Votos     | %      | Escaños | ±           |
| ------------------------- | ------------------------------------------------ | --------- | ------ | ------- | ----------- |
| 44                        | Unión Brasil (UNIÃO)                             | 372.802   | 18,72  | 2       | 1           |
| 55                        | Partido Social Democrático (PSD)                 | 323.344   | 16,23  | 2       | 1           |
| 23                        | Ciudadanía (Cidadania)                           | 314.223   | 15,78  | 1       | 1           |
| 10                        | Republicanos                                     | 291.549   | 14,64  | 2       | 1           |
| 22                        | Partido Liberal (PL)                             | 234.488   | 11,77  | 1       | Sin cambios |
| 70                        | Avante                                           | 141.622   | 7,11   | 0       | Sin cambios |
| 13                        | Partido de los Trabajadores (PT)                 | 114.667   | 5,76   | 0       | 1           |
| 65                        | Partido Comunista de Brasil (PCdoB)              | 37.795    | 1,90   | 0       | Sin cambios |
| 15                        | Movimento Democrático Brasileiro (MDB)           | 37.668    | 1,89   | 0       | Sin cambios |
| 18                        | Red de Sostenibilidad (REDE)                     | 28.096    | 1,41   | 0       | Sin cambios |
| 51                        | Patriota (PATRI)                                 | 13.742    | 0,69   | 0       | Sin cambios |
| 12                        | Partido Democrático Laborista (PDT)              | 12.234    | 0,61   | 0       | Sin cambios |
| 20                        | Partido Social Cristiano (PSC)                   | 11.926    | 0,60   | 0       | Sin cambios |
| 45                        | Partido de la Social Democracia Brasileña (PSDB) | 9.506     | 0,48   | 0       | Sin cambios |
| 77                        | Solidaridad (SD)                                 | 7.294     | 0,37   | 0       | 1           |
| 14                        | Partido Laborista Brasileiro (PTB)               | 5.186     | 0,26   | 0       | Sin cambios |
| 33                        | Partido de la Movilización Nacional (PMN)        | 4.735     | 0,24   | 0       | Sin cambios |
| 40                        | Partido Socialista Brasileiro (PSB)              | 3.368     | 0,17   | 0       | Sin cambios |
| 27                        | Democracia Cristiana (DC)                        | 2.552     | 0,13   | 0       | Sin cambios |
| 50                        | Partido Socialismo y Libertad (PSOL)             | 2.464     | 0,12   | 0       | Sin cambios |
|                           |                                                  |           |        |         |             |
| Votos válidos             | Votos válidos                                    | 1.991.796 | 94,36  |         |             |
| Votos en blanco           | Votos en blanco                                  | 67.701    | 3,21   |         |             |
| Votos nulos               | Votos nulos                                      | 51.378    | 2,43   |         |             |
| Total                     | Total                                            | 2.110.875 | 100,00 | 8       | Sin cambios |
| Registrados/Participación | Registrados/Participación                        | 2.643.487 | 78,85  | 1,80    | 1,80        |
| Fuente:                   |                                                  |           |        |         |             |

### Diputados estatales electos
Los candidatos electos ocuparon 24 curules de diputado estatal en la Asamblea Legislativa de Amazonas . Al igual que en las elecciones a diputados federales, no hubo coaliciones proporcionales.
| Diputados reelectos |                               |              |         |                  |                      |
| Candidato(a)        | Candidato(a)                  | Partido      | Votos   | Ciudad de origen | Estado               |
|                     | Roberto Cidade                | UNIÃO        | 105.510 | Manaus           | Amazonas             |
|                     | Joana Darc                    | UNIÃO        | 87.182  | Manaus           | Amazonas             |
|                     | Felipe Souza                  | Patriota     | 50.454  | Manaus           | Amazonas             |
|                     | Alessandra Campelo            | PSC          | 48.533  | Manaus           | Amazonas             |
|                     | Abdala Fraxe                  | Avante       | 46.287  | Boa Vista        | Roraima              |
|                     | João Luiz                     | Republicanos | 44.940  | Río de Janeiro   | Río de Janeiro       |
|                     | George Lins                   | UNIÃO        | 44.520  | Manaus           | Amazonas             |
|                     | Sinésio da Silva Campos       | PT           | 38.482  | Santarém         | Pará                 |
|                     | Carlinhos Bessa               | PV           | 37.131  | Tefé             | Amazonas             |
|                     | Cristiano Dangelo             | MDB          | 36.658  | Manacapuru       | Amazonas             |
|                     | Cabo Maciel                   | PL           | 35.853  | Humaitá          | Amazonas             |
|                     | Daniel Almeida                | Avante       | 35.755  | Manaus           | Amazonas             |
|                     | Mayra Dias                    | Avante       | 34.563  | Itacoatiara      | Amazonas             |
|                     | Débora Menezes                | PL           | 32.406  | Taubaté          | São Paulo            |
|                     | Thiago Abrahim                | UNIÃO        | 31.731  | Manaus           | Amazonas             |
|                     | Mayara Figueiredo             | Republicanos | 29.970  | Manaus           | Amazonas             |
|                     | Francisco do Nascimento Gomes | PSC          | 26.941  | Cruzeiro do Sul  | Acre                 |
|                     | Adjuto Afonso                 | UNIÃO        | 26.341  | Manaus           | Amazonas             |
|                     | Delegado Pericles             | PL           | 24.715  | Manaus           | Amazonas             |
|                     | Wilker Barreto                | Cidadania    | 24.134  | Manaus           | Amazonas             |
|                     | Mário César Filho             | UNIÃO        | 22.309  | Parnamirim       | Río Grande del Norte |
|                     | Dan Câmara                    | PSC          | 21.770  | Rio Branco       | Acre                 |
|                     | Ednailson Leite Rozenha       | PMB          | 20.876  | Porto Velho      | Roraima              |
|                     | Wanderley Monteiro            | Avante       | 17.787  | Manaus           | Amazonas             |

#### Resultados por partido
|                           |                                                  |           |        |         |             |
| N.º                       | Partido                                          | Votos     | %      | Escaños | ±           |
| 44                        | Unión Brasil (UNIÃO)                             | 397.540   | 20,16  | 6       | 1           |
| 70                        | Avante                                           | 253.980   | 12,88  | 4       | 3           |
| 20                        | Partido Social Cristiano (PSC)                   | 199.005   | 10,09  | 3       | 1           |
| 22                        | Partido Liberal (PL)                             | 183.186   | 9,29   | 3       | 1           |
| 10                        | Republicanos                                     | 161.512   | 8,19   | 2       | 1           |
| 15                        | Movimento Democrático Brasileiro (MDB)           | 111.311   | 5,64   | 1       | 1           |
| 51                        | Patriota (PATRI)                                 | 110.871   | 5,62   | 1       | Sin cambios |
| 35                        | Partido de la Mujer Brasileña (PMB)              | 84.264    | 4,27   | 1       | 1           |
| 13                        | Partido de los Trabajadores (PT)                 | 74.473    | 3,78   | 1       | Sin cambios |
| 43                        | Partido Verde (PV)                               | 64.001    | 3,25   | 1       | 1           |
| 40                        | Partido Socialista Brasileiro (PSB)              | 63.888    | 3,24   | 0       | 1           |
| 33                        | Partido da la Movilización Nacional (PMN)        | 58.242    | 2,95   | 0       | —           |
| 23                        | Ciudadanía (Cidadania)                           | 41.145    | 2,09   | 1       | Sin cambios |
| 45                        | Partido de la Social Democracia Brasileña (PSDB) | 35.806    | 1,82   | 0       | —           |
| 77                        | Solidaridad (SD)                                 | 34.140    | 1,73   | 0       | 1           |
| 27                        | Democracia Cristiana (DC)                        | 25.129    | 1,27   | 0       | —           |
| 65                        | Partido Comunista de Brasil (PCdoB)              | 21.753    | 1,10   | 0       | —           |
| 12                        | Partido Democrático Laborista (PDT)              | 20.479    | 1,04   | 0       | —           |
| 90                        | Partido Republicano del Orden Social (PROS)      | 15.975    | 0,81   | 0       | —           |
| 50                        | Partido Socialismo y Libertad (PSOL)             | 3.995     | 0,20   | 0       | —           |
|                           |                                                  |           |        |         |             |
| Votos válidos             | Votos válidos                                    | 1.972.089 | 93,43  |         |             |
| Votos en blanco           | Votos en blanco                                  | 63.514    | 3,00   |         |             |
| Votos nulos               | Votos nulos                                      | 75.272    | 3,57   |         |             |
| Total                     | Total                                            | 2.110.875 | 100,00 | 24      | Sin cambios |
| Registrados/Participación | Registrados/Participación                        | 2.643.487 | 78,85  | 1,80    | 1,80        |
| Fuente:                   |                                                  |           |        |         |             |